# さつき白書
『さつき白書』（さつきはくしょ）は、フリーアナウンサーの有賀さつきが1994年に書いた書籍。
- 出版社：浪漫新社
- 発行日：1994年5月
- サイズ：B6判237ページ
- 価格：1,262円（本体価格）
- ISBN 484701202X

1988年～1992年までのフジテレビジョン時代に培った経験などを著述したエッセイである。
同期入社の「花の三人娘」（有賀、河野景子、八木亜希子）のことや、女優の紺野美沙子らとの公私に渡る交友などが描かれる一方で、彼女の7年先輩である山中秀樹の勧めで刑事裁判を傍聴して、社会の一面を垣間見たことや、有賀自身の経験として、女子アナウンサーは番組を盛り上げるためにわざと番組でボケた発言をしたり、志村けんの番組で相撲スーツを着させられた等のコミカルな記述もあり、テレビ画面上の彼女のイメージらしからぬ一面も描かれている。

## 関連人物
- 有賀さつき